# Life Is...Too Short
| Críticas profissionais | Críticas profissionais |
| Avaliações da crítica  | Avaliações da crítica  |
| Fonte                  | Avaliação              |
| ---------------------- | ---------------------- |
| Allmusic               | [ 1 ]                  |
| RapReviews             | (7.5/10)               |

Life Is...Too Short é o segundo álbum de estúdio de Too Short. Foi lançado em 1988 pela Jive/RCA Records, apesar de ter aparecido como um lançamento da Dangerous Music/RCA Records até os logos da Jive aparecerem no álbum em 25 de Outubro de 1990, depois de ter se tornado um sucesso. Atualmente é o seu álbum mais vendido, sendo certificado platina duplo pela RIAA pelas vendas superiores a 2 milhões de cópias.

## Lista de faixas
1. "Life Is...Too Short"
2. "Rhymes"
3. "I Ain't Trippin'"
4. "Nobody Does it Better"
5. "Oakland"
6. "Don't Fight the Feelin'" (featuring Danger Zone & Rappin' 4-Tay)
7. "CussWords"
8. "City of Dope"
9. "Pimp the Ho"
10. "Outro"

## Nota
- Na versão editada, as faixas 6, 7, 8 e 9 estão faltando. A faixa 5 é "Mack Attack", e as outras canções são movidas um lugar para baixo. A última faixa é chamada "Alias Crazy Rak", que não é nada mais do que um scratching de DJ.

## Samples
Life is...Too Short
- School Boy Crush por Average White Band

Don't Fight the Feelin
- Don't Fight the Feeling por One Way

## Créditos
- T. Bohanon - Produtor
- Al Eaton - Guitarra, Teclados, Produtor, Mixing
- Victor Hall - Fotagrafia
- Helen Kim - Vocais (de fundo)
- Mr. Z - Vestuário/Guarda-roupa
- Todd Shaw - Teclados, Programação, Produtor, Programação de bateria, Mixing
- Janna Thomas - Vocais (de fundo)
- Mark Wholey - Arte
- Jeanette Wright - Vocais (de fundo)
- Rappin' 4-Tay - Músico

## Posições
Álbum - Billboard (América do Norte)
| Ano  | Parada                 | Posição |
| ---- | ---------------------- | ------- |
| 1989 | The Billboard 200      | 37      |
| 1989 | Top R&B/Hip-Hop Albums | 9       |

Singles - Billboard (Estados Unidos)
| Ano  | Single                | Parada                           | Posição |
| ---- | --------------------- | -------------------------------- | ------- |
| 1989 | "Life Is...Too Short" | Hot Rap Singles                  | 7       |
| 1989 | "Life Is...Too Short" | Hot R&B/Hip-Hop Singles & Tracks | 43      |